# Un millón de rosas
Un millón de rosas es el título del 19°. álbum de estudio grabado por la banda mexicano-estadounidense de tejano; La Mafia. Fue lanzado al mercado bajo el sello discográfico Sony Discos el 30 de enero de 1996. El álbum alcanzó el puesto número dos en la lista Billboard Regional Mexican Albums y también alcanzó los diez primeros en el Billboard Hot Latin Tracks . Un Millón de Rosas les valió el Premio Grammy al Mejor Álbum Mexicano/Mexicano-Americano en la 39ª. Entrega de los Premios Grammy en el año 1997. En los IX Premios Lo Nuestro recibió una nominación a Álbum Regional Mexicano del Año.

## Lista de canciones
| Un millón de rosas |                                       |                   |          |  |
| N.º                | Título                                | Escritor(es)      | Duración |  |
| 1.                 | «Yo te amare»                         | Armando Larrinaga | 3:48     |  |
| 2.                 | «Ámame»                               | Armando Larrinaga | 3:57     |  |
| 3.                 | «Mejores que ella» (con Marc Anthony) | Armando Larrinaga | 4:30     |  |
| 4.                 | «Quién»                               | Ricardo Quijano   | 3:35     |  |
| 5.                 | «Vente»                               | Homero Rodríguez  | 4:12     |  |
| 6.                 | «Un millón de rosas»                  | Armando Larrinaga | 3:30     |  |
| 7.                 | «Para no volver»                      | Ricardo Quijano   | 3:29     |  |
| 8.                 | «Un suspiro»                          | Homero Rodríguez  | 3:00     |  |
| 9.                 | «Te deseo lo mejor»                   | Mario Patiño      | 3:16     |  |
| 10.                | «Como pude estar tan ciego»           | Manny Benito      | 2:51     |  |
| 11.                | «Ven y canta»                         | Armando Larrinaga | 4:00     |  |

## Músicos

### La Mafia
- Óscar de la Rosa: Voz
- Armando "Mando" Lichtenberger Jr.: Teclados y acordeón
- Leonard Gonzales: Guitarra
- David de la Garza: 2°do teclado
- Rudy Martínez: Bajo
- Michael Aguilar: Batería

### Invitados
- David Caseres: Saxofón en "Mejores que ella"
- Karl Perazzo: Percusión en " Ámame", "Mejores que ella", "Un millón de rosas" y "Te deseo lo mejor"[4]

## Rendimiento en listas
| Listas (1996)                          | Máxima posición |
| -------------------------------------- | --------------- |
| U.S. Billboard Top Latin Albums        | 2               |
| U.S. Billboard Regional/Mexican Albums | 1               |

### Sucesión y posicionamiento
| Predecesor: Amor prohibido de Selena | U.S. Billboard Regional/Mexican Albums — Álbum N°. 1 17 de febrero de 1996 - 12 de abril de 1996 | Sucesor: Amor prohibido de Selena |